# Ямышка
Ямышка — река в России, протекает по Кизнерскому району Удмуртской Республики и Вятскополянском районе Кировской области. Правый приток Вятки, бассейн Камы.

## География
Река начинается у деревни Ямышан-Ключи на левобережье Вятки. Протекает через населённые пункты Петропавлово (на левом берегу), Балдейка (на левом), Ямышка (на правом), Высокая Гора (на левом). Ниже Высокой Горы Ямышка течёт в пойме Вятки и впадает в основное русло Вятки в 73 км от устья последней. Длина реки составляет 28 км, площадь водосборного бассейна — 123 км². Высота устья — 54 м над уровнем моря.

## Данные водного реестра
По данным государственного водного реестра России относится к Камскому бассейновому округу, водохозяйственный участок реки — Вятка от города Вятские Поляны и до устья, речной подбассейн реки — Вятка. Речной бассейн реки — Кама.
Код объекта в государственном водном реестре — 10010300612111100040486.